# Fernanda González
María Fernanda González Ramírez (25 de abril de 1990) es una atleta olímpica mexicana que tiene el récord de su país en natación estilo espalda. Nadó para México en los Juegos Olímpicos del 2008.
En marzo del 2012, González fue la primera en calificar en natación en representación de México para las Olimpiadas del 2012.

## Carrera
En marzo del 2008, González tiene los récords mexicanos en natación de pecho de larga distancia (50 m) 50, 100 y 200 brazadas, así como en el de corta distancia (25m) 100 y 200 brazadas.
En los Juegos Centroamericanos y del Caribe del 2006, estableció los récords de los juegos al ganar las pruebas de 50 y 100 brazadas (30.61 y 1:04.28). En el estilo de espalda 100, González también mejoró el récord de 20 años establecido por Silvia Encuesta de Costa Rica (1:04.43) en los Juegos Centroamericanos de 1986.
Fue campeona de Centroamérica y del Caribe en Mayagüez 2010.

## Trayectoria
La trayectoria deportiva de María Fernanda González Ramírez se identifica por su participación en los siguientes eventos nacionales e internacionales:

### Juegos Centroamericanos y del Caribe
Fue reconocido su triunfo de ser la nadadora con el mayor número de medallas de la selección de México en los juegos de Mayagüez 2010.

#### Juegos Centroamericanos y del Caribe de Mayagüez 2010
Su desempeño en la vigésima primera edición de los juegos, se identificó por ser la segunda nadadora con el mayor número de medallas entre todos los participantes del evento, con un total de 6 medallas:
- , Medalla de oro: 100 m Espalda
- , Medalla de oro: 4 × 100 m Relevo
- , Medalla de plata: 200 m Espalda
- , Medalla de plata: 50 m Espalda
- , Medalla de bronce: 200 m Combinado
- , Medalla de bronce: 4 × 100 m Relevo